# Васерталебен
Васерталебен (њем. Wasserthaleben) општина је у њемачкој савезној држави Тирингија. Једно је од 50 општинских средишта округа Кифхојзер. Према процјени из 2010. у општини је живјело 440 становника. Посједује регионалну шифру (AGS) 16065077.

## Географски и демографски подаци
Васерталебен се налази у савезној држави Тирингија у округу Кифхојзер. Општина се налази на надморској висини од 219 метара. Површина општине износи 8,5 km². У самом мјесту је, према процјени из 2010. године, живјело 440 становника. Просјечна густина становништва износи 52 становника/km².